# Foville
Foville je francouzská obec v departementu Moselle v regionu Grand Est. V roce 2013 zde žilo 104 obyvatel.

## Poloha
Obec leží u hranic departementu Moselle s departementem Meurthe-et-Moselle. Sousední obce jsou: Alaincourt-la-Côte, Juville, Liocourt, Moncheux, Thézey-Saint-Martin (Meurthe-et-Moselle) a Vulmont.

## Vývoj počtu obyvatel
Počet obyvatel